# Johnni Gade
Johnni Gade (født d. 9 august 1987 i Hjørring) er en dansk radiovært og tidligere battlerapper, som i dag arbejder på YouTube, hvor han har over 500.000 abonnenter på tværs af sine kanaler.
Johnni Gade fik sit gennembrud på YouTube, da han lavede videoen "Fie Laursen Diss Track", som i september 2018 havde over 2,8 millioner visninger, men i 2019 blev slettet af YouTube på grund af mobning. Han vandt to priser til Guldtuben i 2017, som blev afholdt af Splay Danmark. Hans YouTube-kanal "Johnni Gade" har sammenlagt over 72 millioner visninger.
Han har to primære aktive kanaler: Johnni Gade Gaming og Johnni Gade Reaktioner. Derudover uploader han regelmæssigt på Johnni Gade News. Indhold kan også findes på hans hovedkanal, Johnni Gade, samt på hans sekundære kanaler: Johnni Gade Invest, Johnni Street og Johnni Street Gaming. Tidligere har han haft flere kanaler, der nu er inaktive og slettet, herunder spillekanalen Johnni Gade Blizzard, som senere blev omdøbt til Johnni Gade Games.
Hans indhold er generelt karakteriseret som sjovt, satirisk og underholdene, men har også mere seriøse elementer som giver indblik i hans hverdag når han laver vlogs, fiskevideoer eller videoer med sine to døtre han har med kæresten Janni.
Udover Youtube er Johnni en del af B Entertained som er et managing firma, hvorigennem han har holdt sit liveshow Kogekone.

## Karriere

### Før YouTube
Inden YouTube var Johnni en freestyle-rapper og lærer. Han var lærer i dansk, engelsk, biologi, idræt og svømning. Han laver stadig en smule freestyle-rap på sin YouTube-kanal i dag. Han har freestyle-rappet siden 2004, i den kendte rap-battle MC's Fight Night. Han stoppede i 2010 efter et nederlag i finalen. Udover det har han også været medlem af rapgruppen Ordets Magt. På Roskilde Festival 2013 deltog han i Rap Slam Battles , hvor han endte i finalen mod Eco og vandt 3-0 og blev Rap Slam champion. Kort tid efter afleverede han den kæde han vandt tilbage og deltog aldrig mere i en fysisk rap battle (selvom han på mange tidspunkter har brugt sin evne til at freestyle rappe, og rappe generelt, bl.a. sammen med Albert Dyrlund, Fjallefar, MarckozHD, Anders Matthesen og Guld Dennis).

### Radiovært
Johnni Gade er tidligere radiovært på programmet Morgenkøterne sammen med medværten Kirstine Richter. Programmet bliver sendt på den nordjyske radio ANR fra klokken 06:00-10:00 om morgenen. I 2018 vandt de Den Gyldne Mikrofon ved Prix Radio. De har bagefter lavet en podcast sammen, med navnet "Lidt Mere" hvor de snakker om forskellige nyheder der er sket i løbet af ugen. Johnni og Kirstine er ikke længere aktive med denne podcast. Siden har han været aktiv på podcasten: Skovmand og Wortmann i Gaden. Som han har med medværterne Niels Skovmand og Anders Wortmann på mediet Nordjyske.

### Disstracks
Johnni bad i en video om at Youtubere om at lave disstracks til ham, så han kunne øve sine battlerap skills. Det har flere Youtubere gjort. Herunder Eiqu Miller, Elias & Oscar Hole, Nicklas Boni og Anton Cornelius.
To af disse har Johnni svaret tilbage på. Disse inkluderer:
Den 10. januar 2019 offentliggjorde Eiqu Miller et diss track ved navn: "Johnni Gade Diss Track". Den 18. januar svarede Johnni Gade tilbage på Eiqu Millers diss track, som den 9. november 2020 har over 1 million visninger, på YouTube.
I 2020 uploadede Johnni Gade et disstrack ved navn "Kender du det Diss Track", til YouTuberne Oskar og Elias Hole. De fik senere hjælp af Eiqu Miller til at svare tilbage med disstracket "Kender det ik'", hvilket fik Johnni Gade til at svare tilbage med "Kendte Du Dem".
Den 10. August 2025 udgav Johnni Gade et disstrack ved navn “Venteposition” på Twitch-streamer og YouTuber Rasmus Søndergard.

### Kanaler
Johnni Gade har haft rigtig mange kanaler, og brugt talemåde fra Johnni lyder "Ny dag. Ny kanal." Med hans nuværende 6 kanaler som lyder på følgende;

#### Johnni Gade
Johnni Gade er navnet på YouTuberen Johnni Gades primære kanal, hvor han oprindeligt uploadede en bred vifte af indhold, herunder comedy, rap og satire. Kanalen fungerede som hans vigtigste platform i mange år og var afgørende for hans gennembrud på YouTube.  
Med tiden er aktiviteten på kanalen dog faldet, da Johnni har valgt at fokusere mere på sine andre kanaler. Selvom nye uploads er sjældne, bliver kanalen stadig betragtet som hans hovedkanal og er hjemsted for nogle af hans mest populære videoer gennem tiden.

#### Johnni Gade Gaming
Johnni Gade Gaming er en af de primære YouTube-kanaler drevet af den danske indholdsskaber Johnni Gade. Kanalen fokuserer på gaming-indhold, hvor Johnni spiller forskellige computerspil, ofte baseret på forslag fra hans følgere.  
Kanalen har opnået en betydelig følgerskare og byder på alt fra populære spil som Call of Duty og Fortnite til mere nicheprægede titler. Johnni kombinerer gameplay med sin karakteristiske humor og interaktion med seerne, hvilket har bidraget til kanalens popularitet.
Udover hovedindholdet eksperimenterer han også med udfordringer, reaktionsvideoer på spilklip og samarbejder med andre YouTubere.

#### Johnni Gade News
Johnni Gade News er en dansk YouTube-kanal, hvor Johnni Gade dækker nyheder fra internettet, sociale medier og underholdningsbranchen. Kanalen fokuserer ofte på trends, kontroverser og udviklinger inden for YouTube-miljøet, både nationalt og internationalt.  
Indholdet på kanalen adskiller sig fra hans øvrige kanaler ved at have en mere nyhedsorienteret tilgang, men stadig med hans velkendte humor og personlige vinkel. Johnni Gade News er blevet en af hans mere aktive kanaler, hvor han jævnligt uploader analyser af aktuelle emner.

#### Johnni Gade Invest
Johnni Gade Invest er en af Johnni Gades mindre aktive YouTube-kanaler, hvor han deler sine tanker og erfaringer inden for investering. Kanalen blev oprettet som en platform til at dokumentere hans rejse på investeringsmarkedet, herunder aktier, kryptovaluta og andre finansielle aktiver.  
Johnni har selv omtalt kanalen som "rosinen i pølseenden" og har flere gange joket med, at den ofte bliver glemt. Selvom der er længere mellem uploads sammenlignet med hans andre kanaler, bruger han stadig kanalen til at give sine følgere et indblik i hans investeringer og økonomiske overvejelser.

#### Johnni Street
Johnni Street er en YouTube-kanal oprettet af den danske YouTuber Johnni Gade. Kanalen blev skabt med ambitionen om at slå igennem på den engelsksprogede del af YouTube, hvor Johnni eksperimenterede med indhold rettet mod et internationalt publikum.  
Til trods for en lovende start mistede Johnni hurtigt motivationen for projektet, hvilket resulterede i en lavere uploadfrekvens og til sidst en næsten inaktiv kanal. Han har senere omtalt kanalen som et af sine mindre vellykkede eksperimenter, men den står stadig som et eksempel på hans villighed til at prøve nye koncepter af.

#### Johnni Street Gaming
Johnni Street Gaming er en af Johnni Gades YouTube-kanaler, hvor han uploadede gaming-relateret indhold. Kanalen var en del af hans bredere satsning på YouTube, men opnåede ikke samme succes som hans primære kanaler.  
Indholdet bestod primært af gameplay-videoer og livestreams, men efter en periode med begrænset aktivitet valgte Johnni at fokusere på sine andre kanaler. Som følge heraf er kanalen ikke længere aktiv.

## Diskografi
- "Bandana Boys" (feat. Jannik)[14]
- "Kender Du Det Diss Track"
- "Hils på mig" (feat. Guld Dennis)[15]
- "En speciel sang"[16]
- "Hva' der galt med Fie Laursen"[17]
- "Fie Laursen Diss Track"[2]
- "Slet din kanal"[18]
- "Caps Lock Country"[19]
- "Added dig på snapchat"[20]
- "Hotlisten"[21]
- "Når jeg får 100k"
- "Eiqu Miller Diss Track"
- "Fanget Dem Alle" (feat. Kåre Quist)
- "Kendte Du Dem (Kender Du Det Diss Track)"
- "Bedre uden mig"
- ”Venteposition”[22]